# Cynorta tovarzeai
Cynorta tovarzeai is een hooiwagen uit de familie Cosmetidae.